# ベニヒワ
ベニヒワ（紅鶸、Carduelis flammea）は、スズメ目アトリ科ヒワ属に分類される鳥類。

## 分布
アイスランド、アゼルバイジャン、アメリカ合衆国、イギリス、ウクライナ、ウズベキスタン、エストニア、オーストリア、オランダ、カザフスタン、カナダ、スイス、スウェーデン、スロバキア、セルビア、大韓民国、チェコ、中華人民共和国北東部、朝鮮民主主義人民共和国、デンマーク（グリーンランド含む）、日本、ノルウェー、ハンガリー、フィンランド、フランス、ブルガリア、ベラルーシ、ベルギー、ポーランド、モルドバ、モンゴル人民共和国、ラトビア、リトアニア、リヒテンシュタイン、ルクセンブルク、ルーマニア、ロシア
夏季に北アメリカ大陸北部やユーラシア大陸北部で繁殖する。日本には本州中部以北に越冬のため飛来（冬鳥）するが、飛来数の変動が大きい。

## 形態
全長13.5-14cm。尾羽には切れこみが入る。背面は灰褐色、腹面は白い羽毛で覆われるが体側面は灰褐色みを帯びる。背面や体側面、尾羽基部の腹面（下尾筒）には細い黒や褐色の縦縞が入る。額には赤い斑紋が入る。眼先や嘴基部の腹面（腮）は黒い。尾羽は黒褐色。中雨覆や大雨覆の先端が白く、翼を広げると2本の白い筋状（翼帯）に見える。
オスの成鳥は胸部の羽毛が赤く染まり、額の赤い斑紋が大型なのが和名の由来。メスや幼鳥は褐色みを帯び（幼鳥はより顕著）、胸部が白い。

## 生態
寒帯や亜寒帯にある森林や草原、亜高山帯針葉樹林などに生息する。
食性は雑食で、果実、種子、昆虫類、節足動物などを食べる。
繁殖形態は卵生。

## 画像

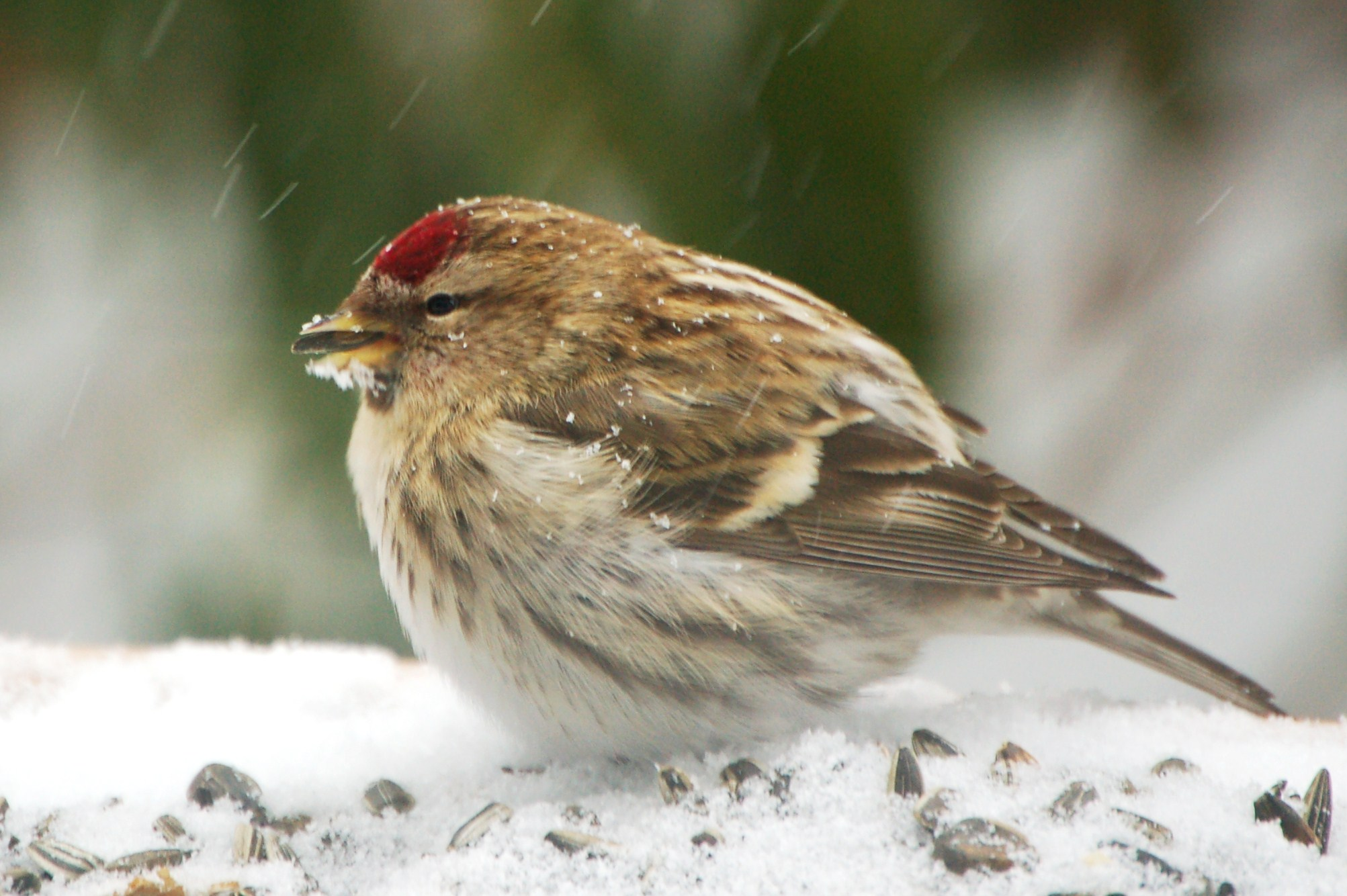
メス
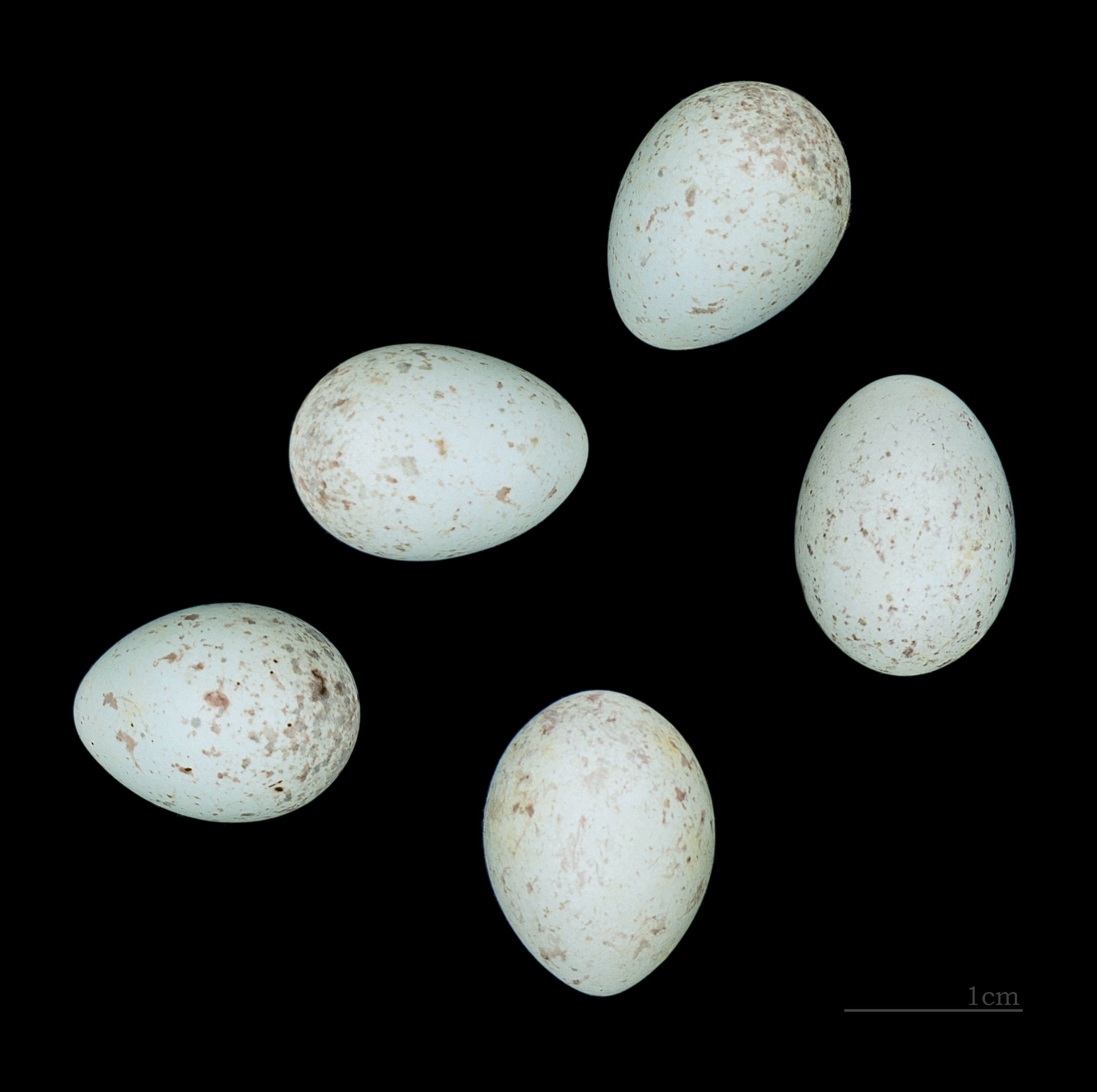
Carduelis flammea flammea
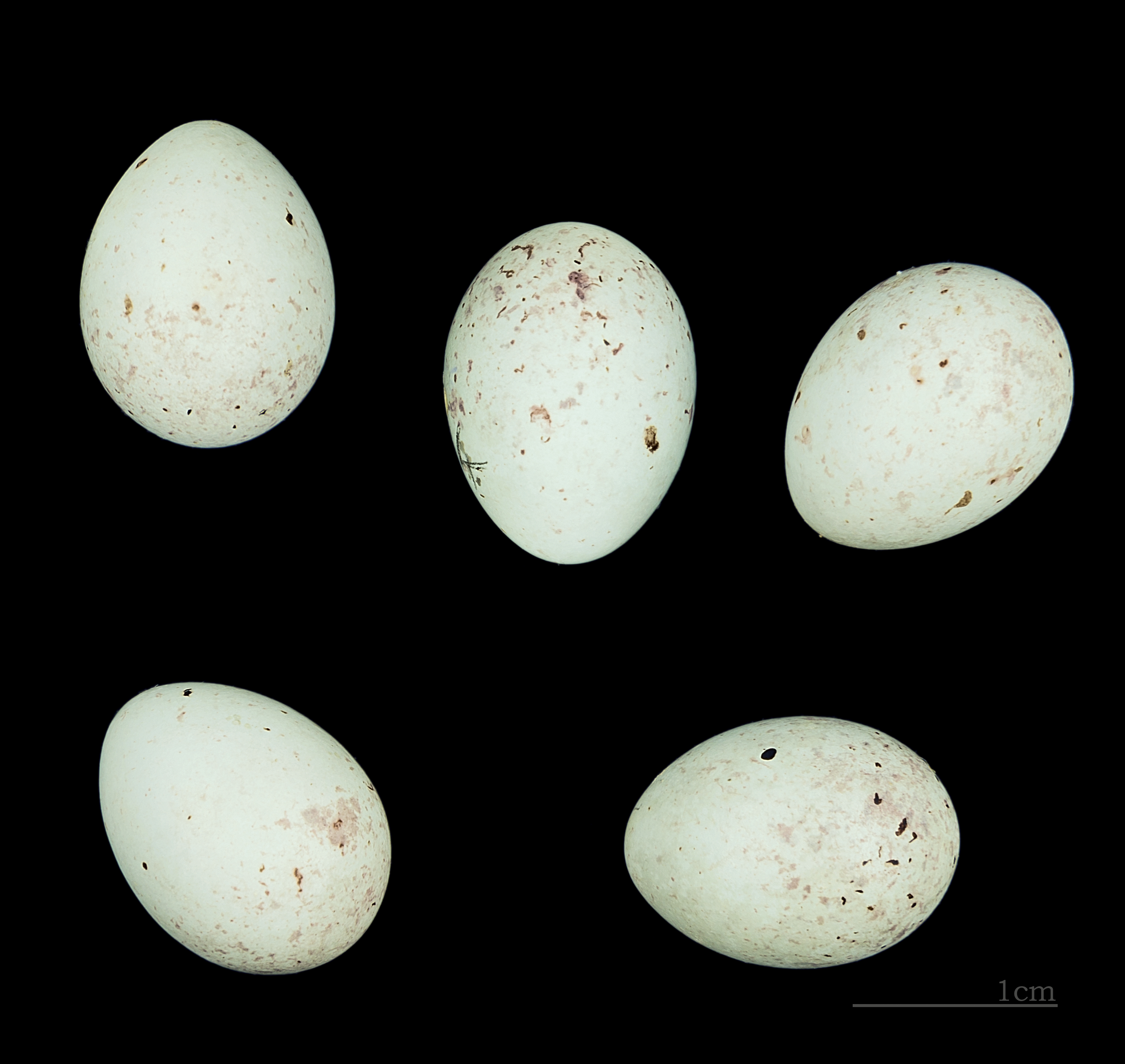
Carduelis flammea cabaret